# Dactylodenia cookei
Dactylodenia cookei là một loài thực vật có hoa trong họ Lan. Loài này được (Hesl.-Harr.) Peitz mô tả khoa học đầu tiên năm 1972.